# Casnigo
Casnigo [kazˈniːɡo] (Casnìch [kazˈnik] in dialetto bergamasco) è un comune italiano di 3 020 abitanti della provincia di Bergamo in Lombardia. Situato in Val Gandino, alla sinistra orografica del fiume Serio, dista circa 23 chilometri a nord-est dal capoluogo orobico ed è compreso nella Comunità montana della Valle Seriana.

## Geografia fisica

### Territorio

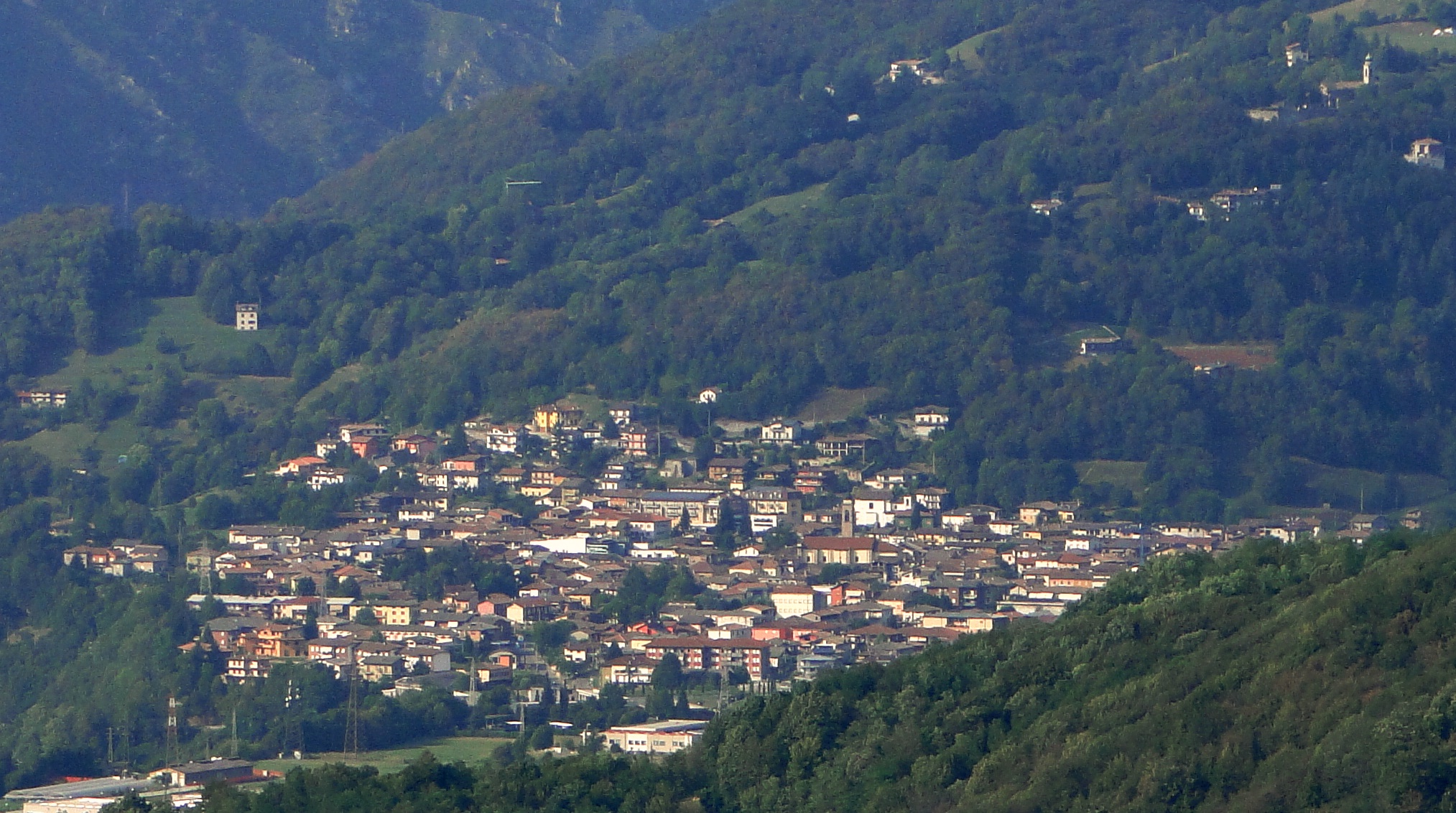
Vista dell'abitato di Casnigo

Il territorio comunale di Casnigo è morfologicamente molto diversificato: si sviluppa in modo longitudinale nella parte centrale della valle Seriana, racchiudendo nei propri confini una zona alluvionale di fondovalle, un altopiano e parti collinari e montuose.
Il principale nucleo abitativo si compone di numerose contrade tra le quali Plazza, Ere, Strecià, Nosito, Grumello, Fossato, Lambla, Ròa, Sotto gli Orti, Macone, Terraglio, Trigiasco, Bettinello, Agher e Cornello, ed è collocato a un'altitudine di 514 m s.l.m., ai margini sud-occidentali dell'altipiano che caratterizza la val Gandino. Questo pianoro ancora oggi è chiamato dagli abitanti con il nome di "Agher" (da "ager" parola latina che significa campo, campagna), un deposito alluvionale che in passato era coltivato intensamente per la sua fertilità e, oggi, è invece occupato in parte da industrie chimiche e tessili.
Piccoli insediamenti residenziali sono presenti sulle propaggini montuose del pizzo di Casnigo e del monte Farno, su cui si trova la località Ronco Trinità, situata nei pressi dell'omonimo santuario.
Altri nuclei sono presenti nel fondovalle, sempre sul lato sinistro del fiume Serio, a un'altitudine di circa 400 m: si tratta della frazione Serio, sottostante il capoluogo, e della località Mele, posta più a monte, presso le quali sono presenti importanti insediamenti industriali. All'estremità nord del territorio si trova anche la località Colle Bondo, che sorge sull'altro versante della valle tra 800 e 1 100 metri di altitudine, e che ancora oggi mantiene una vocazione prettamente agricola.

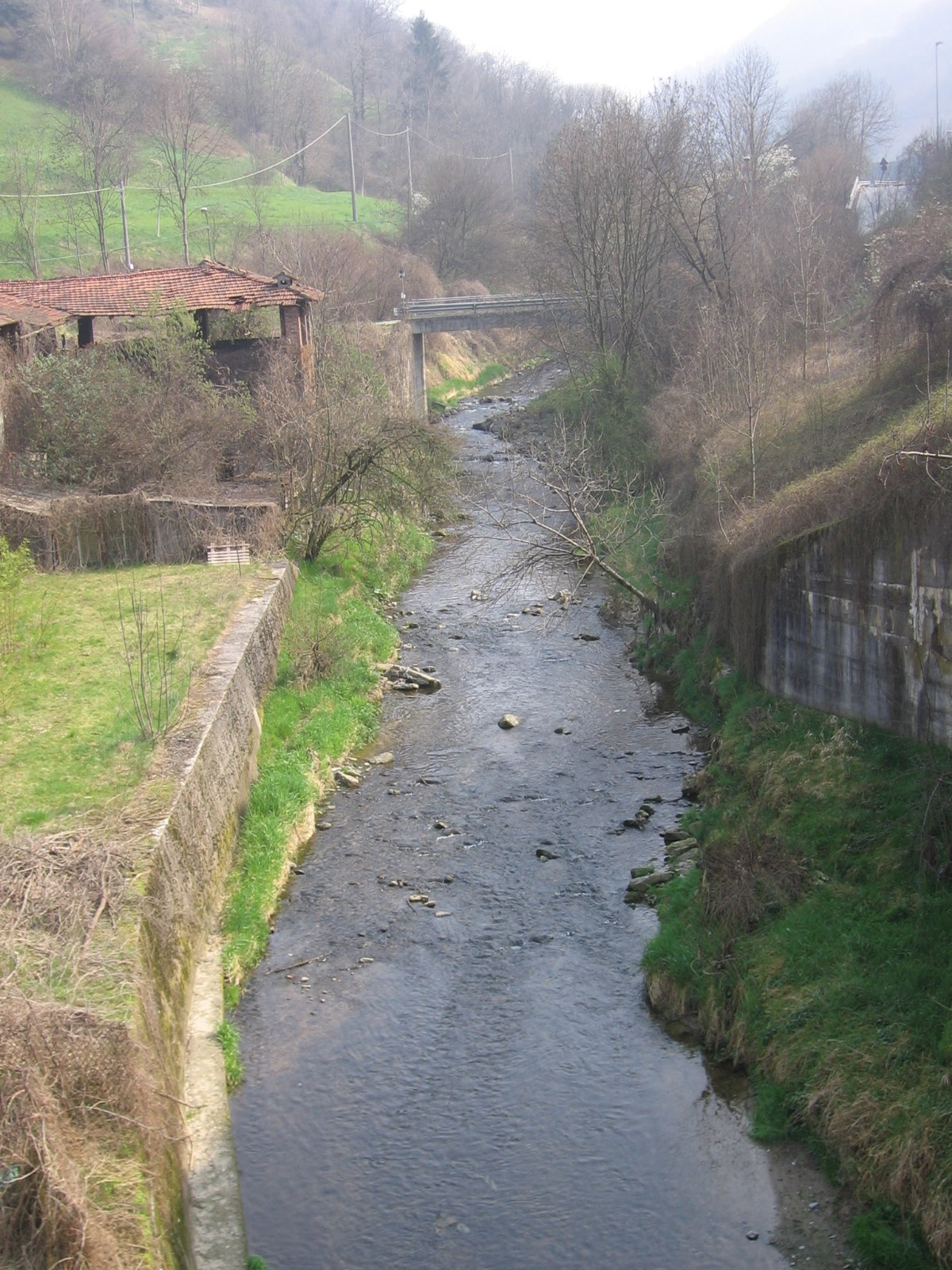
Il torrente Romna

Amministrativamente il comune è delimitato a ovest dal corso del fiume Serio, che da sud verso nord lo divide dai comuni di Fiorano al Serio, Vertova e Colzate, comune con cui condivide anche parte delle pendici orientali del monte Cavlera, fino alla Cima Tisa (1317 m s.l.m.). Presso quest'ultimo rilievo, vicino alla frazione Barbata di Colzate, i limiti territoriali svoltano verso est, seguendo lo spartiacque con la Val del Riso, giungendo fino al Pizzo Frol (1053 m s.l.m.), divisione naturale con il comune di Gorno. A questo punto il confine scende nel fondovalle nei pressi della località Ponte del Costone, per risalire sull'opposto versante sulle pendici del Corno Guazza, che funge da divisione con Ponte Nossa. A est il perimetro continua a mezza costa tra il Corno Guazza e il monte Farno, fino a lambire il territorio di Barzizza, frazione di Gandino. La linea di divisione amministrativa prosegue scendendo sull'altipiano della val Gandino, dove è delimitato dal torrente che scende dalla val Morino, confine naturale con Cazzano sant'Andrea, i cui limiti municipali accompagnano quelli di Casnigo fino al monte Beio. A sud infine è la valle Asinina a chiudere l'area, delimitando Casnigo da Cene.
Per ciò che concerne l'idrografia, oltre al fiume Serio, numerosi sono i corsi d'acqua che attraversano il territorio comunale. Il principale è la Romna, affluente del Serio da sinistra, che percorre gran parte della val Gandino e che raccoglie le acque di numerosi piccoli rivoli composti dalle acque in eccesso provenienti dalle propaggini circostanti. Oltre a questi vi sono il Re, che rientra nel territorio comunale per poche decine di metri, e quelli che solcano le piccole vallette laterali, tra le quali la valle delle Sponde, la val Predale, la val Roerida e la val Morino.
Nella zona alluvionale è presente anche un canale artificiale che prende vita tra il Ponte del Costone e Mele, attingendo dal fiume Serio, scorrendovi parallelo e rigettandovi le acque pochi chilometri più a valle, dopo aver alimentato alcune piccole centrali e aziende.
Per quanto riguarda la viabilità, la principale strada presente è la Strada statale 671 della Val Seriana, che attraversa il territorio longitudinalmente da nord a sud, facendo da raccordo tra l'alta e la media valle Seriana. Da essa si diramano, in località Serio, la S.P.45 che dal fondovalle sale dalla Ripa Pì permettendo l'accesso al paese, e la S.P.42 della val Gandino. Quest'ultima prende vita in località Baia del Re - La Rasga, nei pressi della confluenza della Romna nel Serio e, prima di entrare nel comune di Leffe, si inerpica lungo via sant'Antonio e raggiunge la zona meridionale dell'agro in cui è posta la zona industriale.

## Storia

### Dalla preistoria alla conquista romana

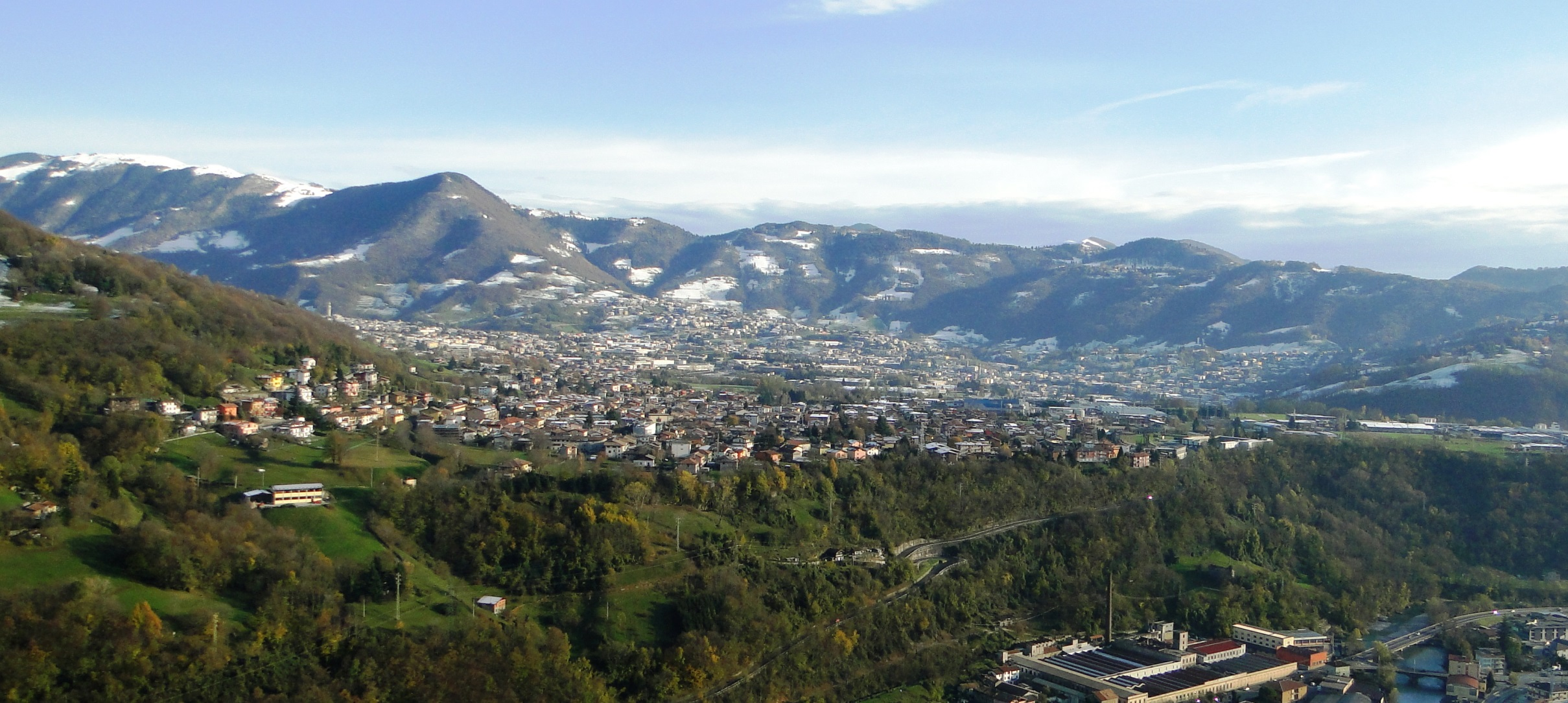
L'altipiano, con Casnigo in primo piano, dove si verificarono i primi insediamenti umani della zona

La collocazione geografica di Casnigo, che garantiva esposizione al sole, sicurezza in caso di incursioni ma soprattutto un terreno altamente fertile, ha permesso frequentazioni umane fin dai tempi più remoti. Queste sono testimoniate da alcuni ritrovamenti il più antico dei quali, scoperto nella parte dell'Agro posta a est dell'abitato, risale al Paleolitico Medio.
Si tratta di una punta in selce utilizzata dall'uomo di Neanderthal durante il periodo Musteriano per svolgere attività di caccia. Di notevole importanza a livello storico, dal momento che testimoniano come nella zona la presenza umana in quel periodo fosse stanziale, sono anche gli insediamenti rinvenuti in località "Castello", riconducibili al Neolitico, e in località "Pèta", risalenti all'Età del bronzo), questi ultimi accompagnati anche da incisioni. A partire dal VI secolo a.C., la presenza umana cominciò a farsi più costante, con l'arrivo di popolazioni di origine ligure, dedite alla pastorizia, tra cui gli Orobi. Dal secolo successivo a essi si aggiunsero e integrarono le genti di ceppo celtico, tra cui i Galli Cenomani, che si aggregarono in piccoli nuclei, per lo più basati sulla consanguineità, senza mai formare un nucleo abitativo definito.
La prima vera e propria opera di urbanizzazione fu invece opera dei Romani, che conquistarono la zona e la sottoposero a centuriazione, ovvero a una suddivisione dei terreni a più proprietari, a partire dal I secolo d.C.. Questa opera assegnò appezzamenti più o meno vasti a coloni e veterani di guerra, di origine o acquisizione romana, i quali bonificarono i terreni al fine di poterli sfruttare per coltivazioni agricole e allevamento di bestiame.
Ed è a questo periodo che dovrebbe risalire l'origine del nome del paese: secondo gli storici questo deriverebbe da Castenetum (o, secondo altre teorie, da Castanitum), ovvero un luogo ricco di castagni, poi traslato in Castinicum. A questo venne fissato il suffisso -igo, tipico dei luoghi abitati da popolazioni di origine gallica, stante a indicare una prevalenza di abitanti di tale ceppo etnico. 
Non del tutto scartata è la tesi di Mario da Sovere che, basandosi sulla dicitura dialettale Casnich, farebbe derivare il nome del paese dal lemma di origine preceltica cassn, indicante un tipo di quercia, a cui sarebbe poi stato aggiunto il suffisso -ik (quello).
Del tutto priva di riscontri è invece la teoria, perorata da Bortolo Belotti, che indicherebbe il toponimo come originato dal gentilizio romano Cassinus.
In ogni caso durante questo periodo gli abitanti si basavano su allevamento e agricoltura, sfruttando la fertilità dei terreni. Il centro abitato aveva dimensioni molto ridotte e si sviluppava ai piedi delle propaggini montuose che sovrastano l'altipiano, come testimoniato dai frammenti di ceramica rinvenuti nella zona dell'Agro. A questi reperti va aggiunta la necropoli a incinerazione, risalente al II secolo d.C. venuta alla luce nella zona di fondovalle compresa tra le località Mele e Ponte del Costone.

### L'alto medioevo

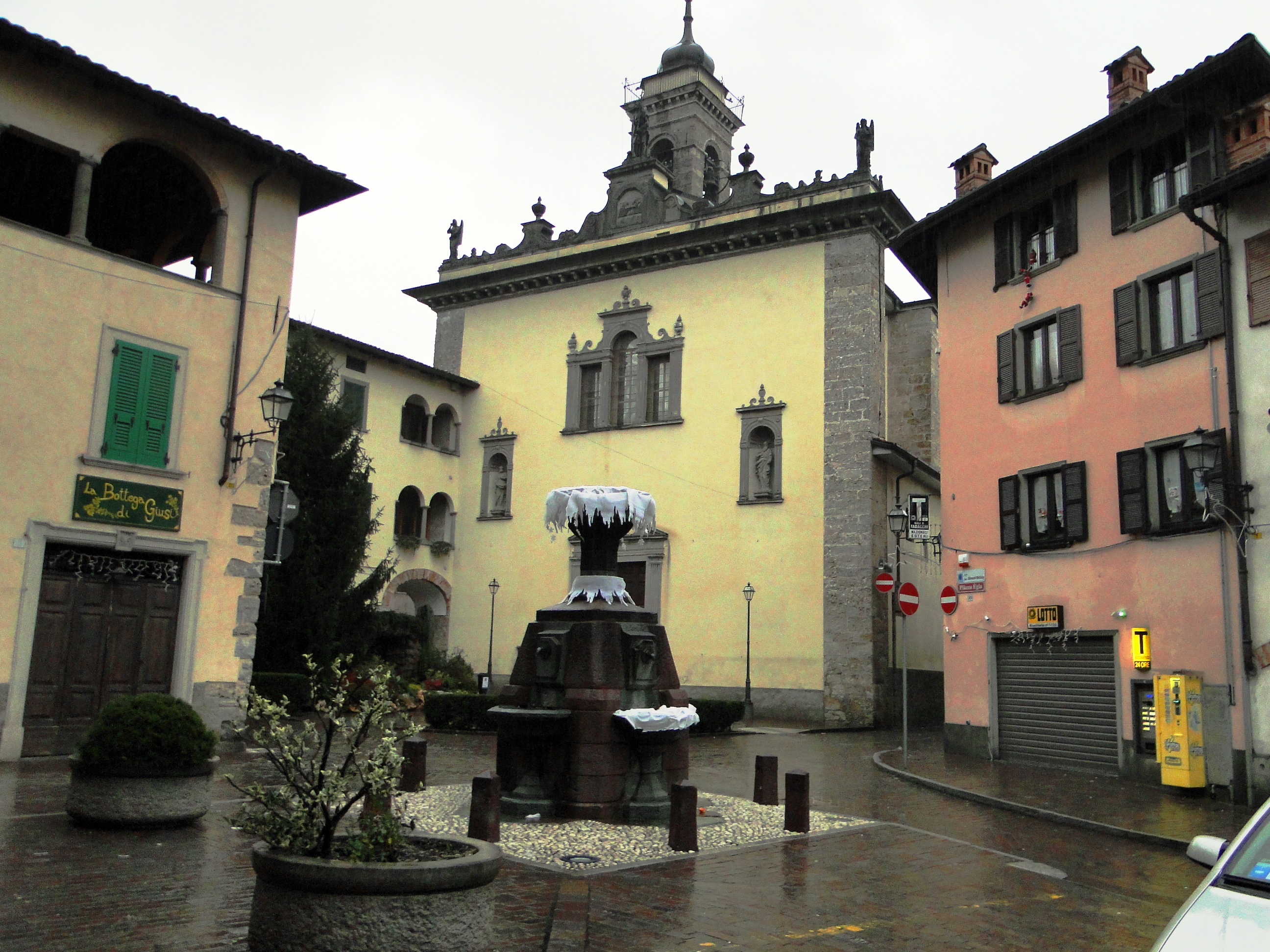
La piazza Vecchia, la cui struttura risale all'Alto Medioevo

Al termine della dominazione romana vi fu un periodo di decadenza e abbandono del centro abitato, con la popolazione che sovente era costretta a cercare riparo sulle alture circostanti al fine di difendersi dalle scorrerie perpetrate dalle orde barbariche, fenomeno tuttavia molto meno frequente rispetto ai paesi del fondovalle seriano. La situazione ritornò a stabilizzarsi con l'arrivo dei Longobardi, popolazione che a partire dal VI secolo si radicò notevolmente sul territorio, influenzando a lungo gli usi degli abitanti: si consideri infatti che il diritto longobardo rimase “de facto” attivo nelle consuetudini della popolazione fino al XV secolo.
Con l'arrivo dei Franchi, avvenuto verso la fine dell'VIII secolo, il territorio venne sottoposto al sistema feudale, con il paese che inizialmente venne assegnato, al pari di gran parte della valle, ai monaci di Tours per poi essere infeudato nel 1041 al Vescovo di Bergamo. Anche il primo documento scritto in cui si attesta l'esistenza del borgo risale a quei periodi: era il 905 quando nel codice longobardo viene nominata la curte Casinico, mentre in atti di vendita di alcuni terreni nel 1069 vengono nominate anche le località casnighesi di Giondìt e Barcla, poste in posizione elevata rispetto all'abitato.
Con il passare degli anni al potere vescovile si affiancò quello di alcune famiglie della zona, che riuscirono a ottenere sempre più spazio, passando dal ruolo di grandi proprietari a quelli di feudatari de facto. Si trattava delle famiglie degli Obertini (cognome poi traslato in Oberti), conosciuti anche con l'appellativo di Capitanei di Casnigo, e dei Bonghi, noto casato della città di Bergamo. Già nell'XI secolo era anche presente una fortificazione, come testimoniato dall'atto datato 1084 con cui il vescovo Arnolfo donava ai canonici di sant'Alessandro alcuni suoi possedimenti all'interno e all'esterno del castello di Casnigo. Oltre a questo, sono documentate fortificazioni anche nella zona in cui attualmente si trova il santuario della Ss. Trinità e presso il pizzo Frol, dove era posto il confine con la Confederazione di Honio, un'entità sovracomunale che raggruppava numerosi centri della media val Seriana.

### Età comunale e lotta tra fazioni

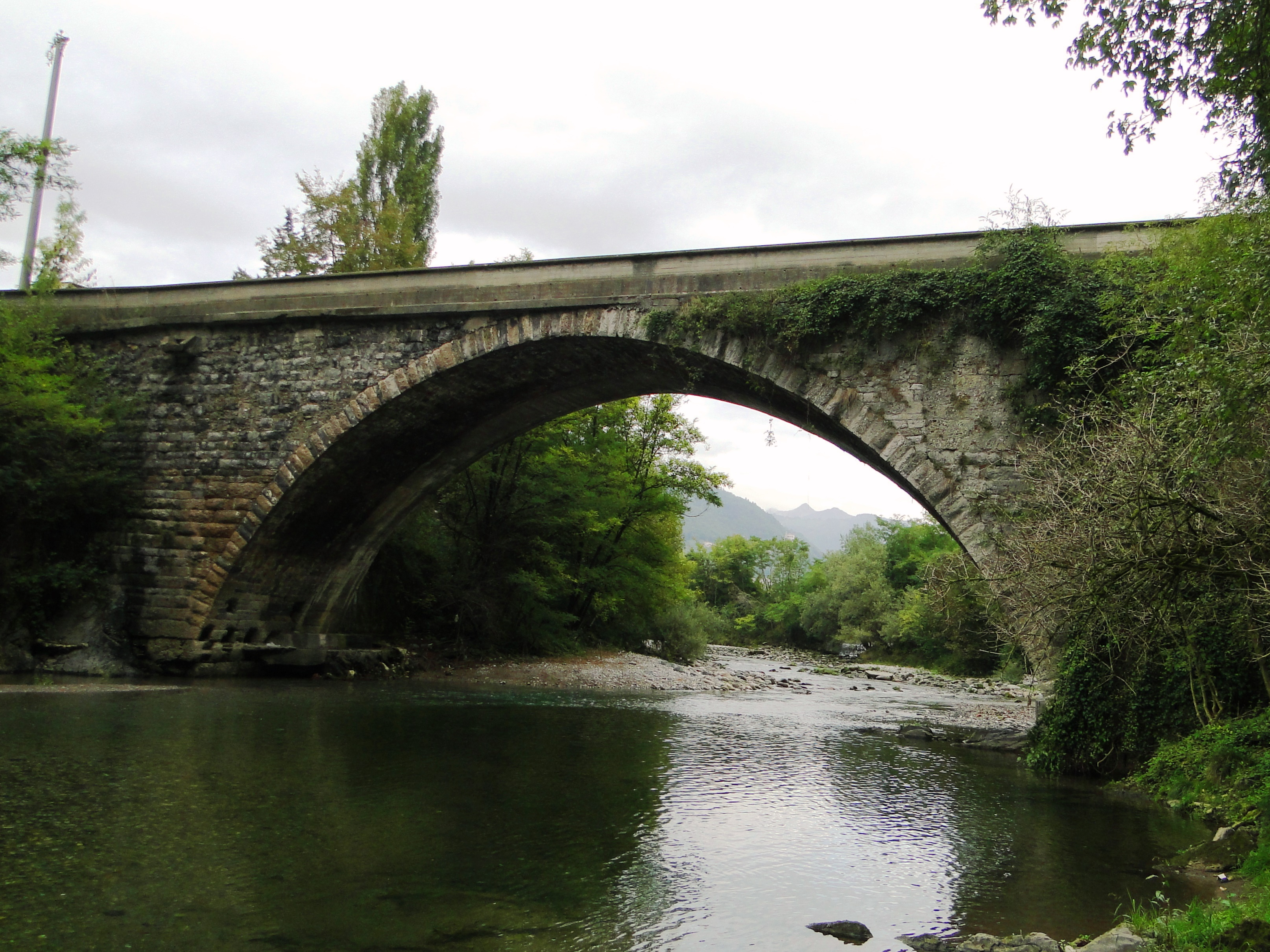
Il ponte sul Serio in località Baia del Re

Tuttavia il giogo feudale cominciava a essere sempre più stretto agli abitanti, che al termine del XII secolo si organizzarono riuscendo a emanciparsi definitivamente dal potere vescovile. La nascita del comune di Casnigo può essere fatta risalire al periodo compreso tra gli anni 1181 e 1233, mentre tra il 1258 e il 1298 l'indipendenza comunale dal potere vescovile fu praticamente totale sotto ogni punto di vista. Negli statuti della città di Bergamo redatti nel XIV e XV secolo Casnigo risultava inserito nella circoscrizione denominata Facta di san Lorenzo, con confini territoriali pressoché identici agli attuali.
Tra le competenze comunali vi era anche la gestione del territorio, che fu messo al servizio della fiorente industria laniera che andava sviluppandosi anche nei paesi limitrofi della Val Gandino e del fondovalle seriano. Questo garantì benessere alla popolazione e portò la crescita di numerose attività che andavano dalla tessitura alla filatura della lana, interessandone anche l'indotto. Il tutto offrì opportunità professionali a tosatori di pecore, fabbri e falegnami per la costruzione di telai, carrettieri per il trasporto dei materiali, operai per la tintura, la striatura, la cimatura e la cardatura di quello che venne chiamato panno grosso bergamasco.
I commerci vennero notevolmente aiutati dalla costruzione del ponte edificato in località Baia del Re dal Consilio Maggiore di Bergamo e noto nei secoli come Ponte di Gandino. Eretto nel 1248, si trovava presso la diramazione che, dalla strada che collegava Bergamo con Clusone, permetteva di scavalcare il corso del fiume Serio nei pressi di Fiorano al Serio e di raggiungere la val Gandino, cuore pulsante dei commerci lanieri.
Ben presto tuttavia cominciarono a verificarsi attriti tra gli abitanti, divisi tra guelfi e ghibellini, che raggiunsero livelli di recrudescenza inauditi. Le principali famiglie casnighesi parteggiarono per la fazione ghibellina, subendo di conseguenza attacchi da parte dei membri della parte avversa.
Il principale di questi avvenne il 23 maggio 1380, quando una colonna guelfa composta da esponenti della valle Seriana superiore, dalla Val Brembana e dalla Val Canonica, irruppe nel paese saccheggiando il centro abitato con conseguenti ruberie e omicidi perpetrati ai danni della popolazione. Gli screzi, seppur di minore entità, continuarono per molti anni, al punto che san Bernardino si recò in tutti i paesi della valle per predicare la riconciliazione.

### La Repubblica di Venezia

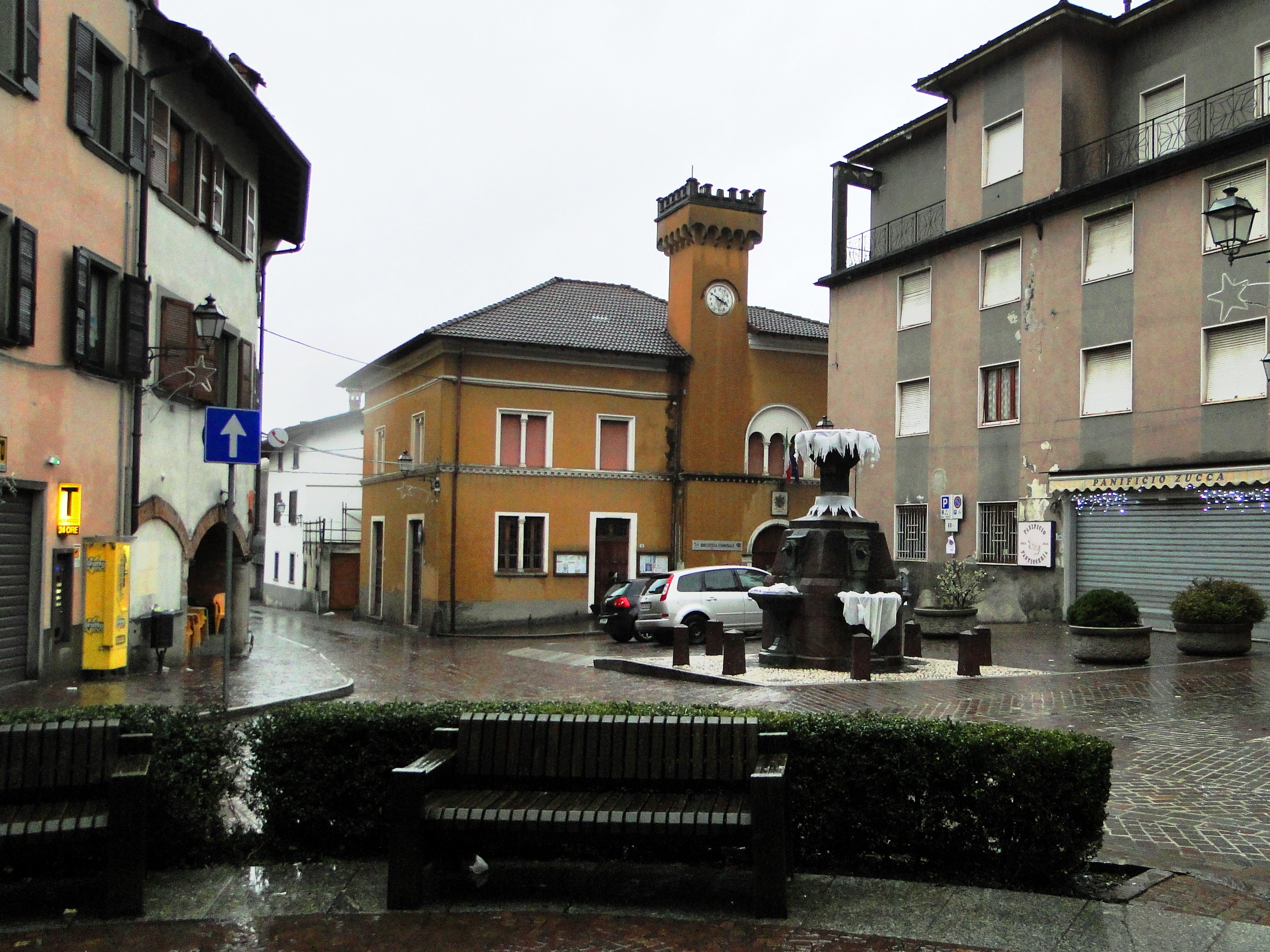
Il vecchio municipio

La riconciliazione tuttavia non arrivò per iniziativa dei contendenti, ma soltanto grazie al passaggio della zona alla Repubblica di Venezia, avvenuto nel 1427 dopo un'espressa richiesta di Bergamo e delle sue valli, e ratificato dalla Pace di Ferrara del 1428.
La Serenissima inserì Casnigo nella Quadra della val Seriana di Mezzo, con capoluogo Gandino, e diede il via a un periodo di tranquillità in cui l'intera zona riprese a prosperare, garantendo quegli sgravi fiscali concessi già in epoca viscontea, attuando una diminuzione della pressione fiscale e offrendo maggiori autonomie. Al primo statuto del paese, redatto nel 1405, ne seguì un secondo nel 1450 circa, nel quale venivano ribadite le dinamiche inerenti alla gestione del territorio e l'amministrazione del comune. Casnigo difatti era inserito in una sorta di confederazione sovra comunale che raggruppava tutti i paesi della Val Gandino. Questa era amministrata da un podestà (detto anche vicario) che, scelto tra la nobiltà della città di Bergamo, era affiancato dal consiglio degli anziani. Questo organo, composto da otto membri espressione dei paesi (un rappresentante per ogni paese, tranne il capoluogo Gandino con due), aveva la facoltà di far rispettare i voleri della Serenissima, ma anche deliberare riguardo a spese da sostenere e provvedimenti urgenti da adottare.
La gestione amministrativa del comune era invece gestita dal Consiglio di credenza, un organo composto da due consoli, un notaio, i campieri, un canepario e altri sei membri, tutti eletti dall'assemblea dei capifamiglia del paese. Questo doveva dirimere le diatribe tra famiglie, regolare la gestione degli spazi comuni quali boschi e pascoli e gestire gli affitti dei beni comunali.
Periodici e violenti scossoni alla tranquillità della popolazione si verificarono prima tra il 1528 e il 1530, e poi nel 1630, quando due differenti ondate di peste decimarono la popolazione. Nella prima occasione i morti furono circa 350 a fronte di quasi 1.000 abitanti, mentre nella seconda epidemia, preceduta da due anni di grande carestia, morirono ben 767 persone su un totale di 1 318, pari al 58% dell'intera popolazione.
Gli abitanti seppero riprendersi da queste infauste parentesi, tanto che già dalla metà del XVII secolo l'economia segnò importanti progressi, permettendo periodi di prosperità. Il tutto grazie a un notevole incremento dell'industria laniera, tanto che nel periodo di maggior fioritura dei commerci nel paese si arrivarono a contare ben 62 telai per la produzione di lana e altri due per la tessitura di seta, lino e cotone. A queste attività si affiancò anche l'estrazione di un genere di argilla rossa utilizzata per l'esecuzione di opere scultoree e decorative, che permise al paese di farsi conoscere anche in ambito artistico.
Tuttavia a partire dalla metà del XVIII secolo il paese fu colpito dalla crisi della produzione dei panni di lana, dovuta all'importazione di prodotti esteri a prezzo più basso, che mise in ginocchio la pastorizia e il commercio della materia prima.

### Dall'avvento di Napoleone fino ai giorni nostri

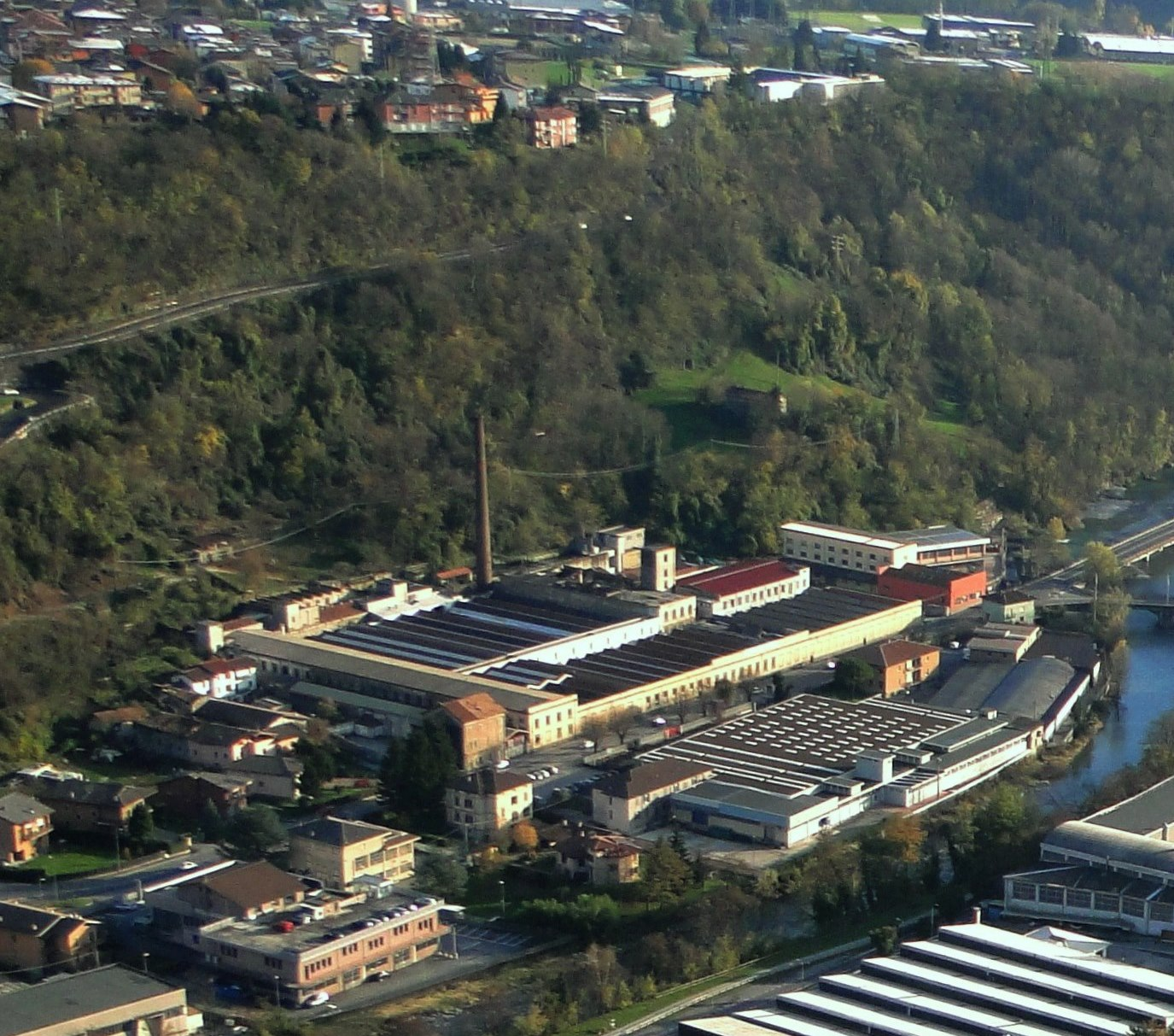
L'insediamento industriale in località Serio, risalente alla seconda metà dell'Ottocento

Ma il potere della Repubblica di Venezia era ormai agli sgoccioli, tanto che nel 1797, in seguito al trattato di Campoformio, venne sostituita dalla napoleonica Repubblica Cispadana.
I cambiamenti politici tuttavia non erano finiti, dal momento che nel 1815 il Congresso di Vienna rivoluzionò nuovamente l'assetto delle nazioni europee, assegnando la bergamasca all'austriaco Regno Lombardo-Veneto. Questi repentini cambi di dominazione interessarono solo marginalmente la realtà casnighese, che proseguì seguendo la propria vocazione agricola, con uno sguardo alla produzione laniera, attività della quale nella prima parte del XIX secolo vennero censite ben cinque fabbriche di panni di lana, e all'estrazione mineraria, con una cava per l'estrazione di lignite.
Nel corso della seconda parte del secolo, dopo l'avvento dell'unità d'Italia, nel territorio comunale si verificò l'insediamento di importanti realtà industriali legate alla tessitura della seta e del cotone. Tra queste diedero un deciso impulso all'economia locale la filatura Dell'Acqua, posta nei pressi del confine con Colzate, e il Cotonificio Valle Seriana che, situato in località Serio, nel 1890 arrivò a occupare oltre 500 operai, con conseguente aumento della popolazione.
I primi decenni del XX secolo videro dapprima la costruzione dell'acquedotto comunale, costruito nel 1910, e poi la crisi economica che nel 1936 obbligò alla chiusura la filatura Serio, con pesanti ripercussioni sulle condizioni economiche degli abitanti, molti dei quali furono costretti all'emigrazione.
Nel 1928 il regime fascista, nell'ambito di una riorganizzazione amministrativa volta a favorire i grossi centri a scapito dei più piccoli, unì a Casnigo il vicino borgo di Cazzano sant'Andrea. L'unione durò fino al 1959, quando le richieste dei cazzanesi furono esaudite, con il loro paese che riacquisì la definitiva autonomia.
Nella seconda parte del secolo il comune fu soggetto a un tumultuoso sviluppo sociale, economico e urbanistico, con l'insediamento di numerose attività industriali, per lo più legate all'ambito tessile e chimico, nella zona dell'Agro. Queste portarono un notevole benessere tra gli abitanti, snaturando però una delle zone più caratteristiche e storicamente rilevanti del paese.

### Simboli
Il gonfalone è un drappo di azzurro.
Lo stemma non ha ancora un concessione ufficiale. La facciata di una chiesa allude alla parrocchia di San Giovanni Battista e l'agnello pasquale, simbolo di Gesù che si immola per redimere i peccati del mondo, è legato al santo titolare della chiesa.

## Monumenti e luoghi d'interesse

### Chiesa arcipresbiteriale plebana di San Giovanni Battista

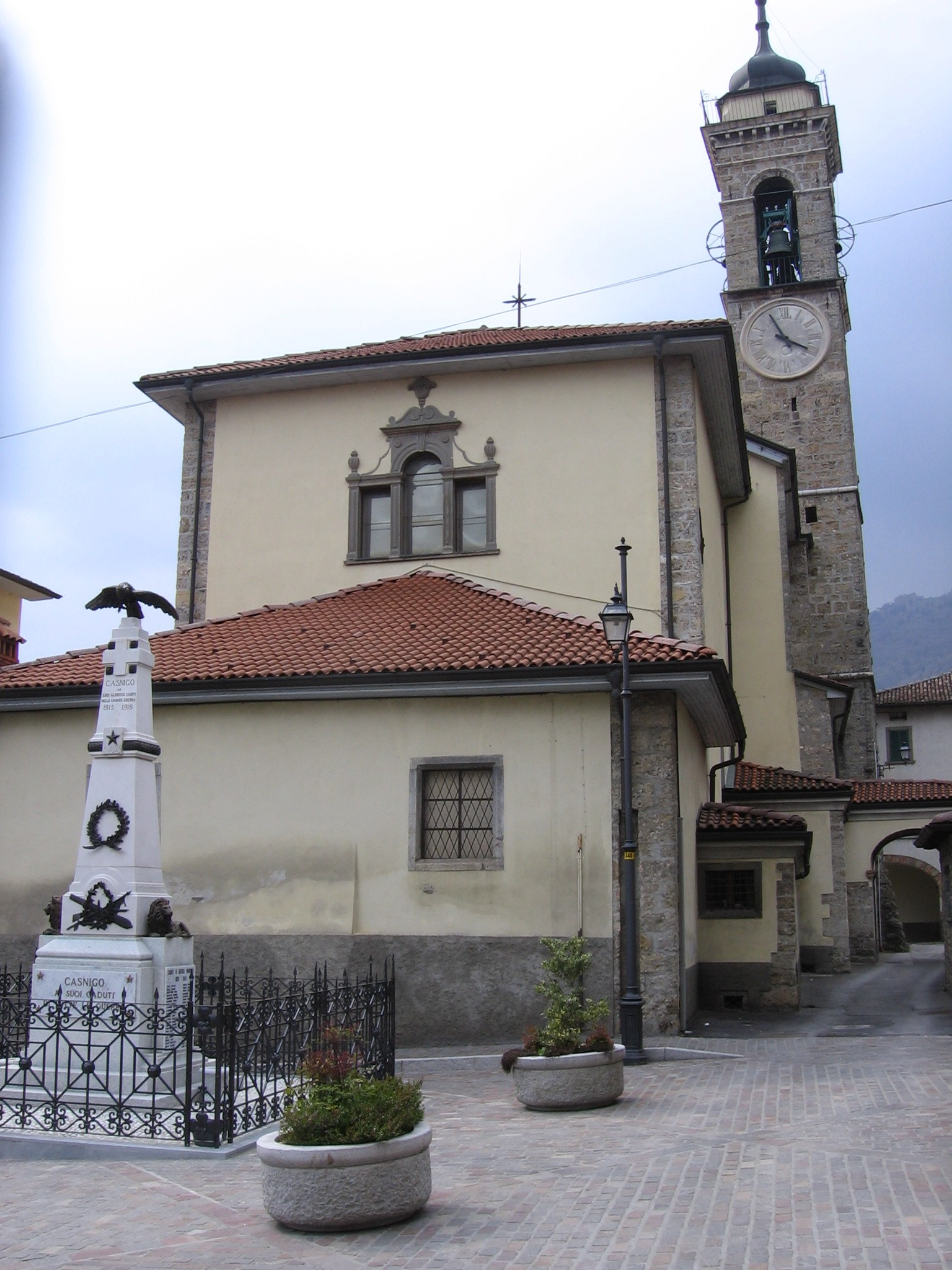
La chiesa arcipresbiteriale plebana di san Giovanni Battista

Il territorio comunale è disseminato di numerosi edifici sacri che ricoprono grande importanza dal punto di vista artistico e religioso.
Il principale di questi è la chiesa arcipresbiteriale plebana di san Giovanni Battista, attorno alla quale si è sviluppato il centro storico del paese. La sua origine è riconducibile al periodo compreso tra la fine dell'XI e l'inizio del XII secolo, come testimoniato dall'incisione, ricavata sui gradini dell'altare, recante i numeri romani MC (1100 appunto), che la rendono la più antica chiesa battesimale della Valgandino.
Originariamente intitolata a san Giovanni Battista e san Giorgio, possedeva una struttura dalle dimensioni molto limitate. Questa venne quindi abbattuta verso la metà del XV secolo per far spazio a un complesso più spazioso che potesse fronteggiare le mutate esigenze della popolazione. Il nuovo edificio, in stile gotico-lombardo, venne consacrato nel 1471, con numerosi affreschi eseguiti nel 1484 dalla bottega dei Marinoni, e innalzato a rango di chiesa arcipresbiteriale nel 1460. La sempre crescente importanza costrinse le autorità religiose locali a riedificarla con una struttura più spaziosa tra il 1617 e il 1640, mantenendo della precedente soltanto alcuni paramenti e dipinti. Da allora l'architettura è rimasta inalterata.
La chiesa possiede una grande quantità di opere d'arte, delle quali la più importante con ogni probabilità è la serie di armadi intagliati dal tirolese Ignazio Hillipront, che ricoprono le quattro pareti della sagrestia e presentano un continuo susseguirsi di intagli ad arabesco, di statue di santi e angeli. Nell'armadio posto di fronte all'ingresso vi è una nicchia in cui è collocato un crocifisso tra due angeli, opera di Andrea Fantoni.
Di grande importanza è anche l'altare maggiore, eseguito nel 1625 in marmo nero di Gazzaniga, e ornato da una tribuna in legno dorato. Inizialmente attribuito a Grazioso Fantoni, venne riconosciuto poi come opera di Antonio Montanino da Brescia. Altre opere sono la pala, posta nell'abside, della Vergine Incoronata con santi opera di Gian Paolo Cavagna, la volta affrescata da Enrico Albrici con sette medaglioni raffiguranti la vita di san Giovanni Battista e la Pietà di Palma il Giovane.
Numerosi sono gli altari minori presenti: il primo laterale è quello del Suffragio (o dei Morti), eseguito dalla Bottega di Bartolomeo Manni in marmo nero, con un dipinto di scuola veneziana del XVII secolo; vi è poi l'altare di san Giuseppe, anch'esso opera dei Manni, con un paliotto in marmo di Carrara eseguito da Andrea Fantoni e rappresentante la Fuga in Egitto; l'altare della Pentecoste (o del Battistero) che presenta in controfacciata il quadro Incoronazione di Maria e Santi di Gian Paolo Cavagna; l'altare di san Sebastiano, con la pala del santo con sant'Orsola, eseguito da Carlo Ceresa; l'altare della Madonna del Rosario in marmi policromi e la statua lignea della Madonna con Gesù, opera di Giovanni Avogadri, e infine l'altare dell'Immacolata, anch'esso in marmo policromo opera dei Manni, con medaglione in marmo di scuola fantoniana e la pala dell'Immacolata Concezione con Adamo, Eva e quattro profeti, dipinta da Domenico Carpinoni.

### Santuario della Santissima Trinità

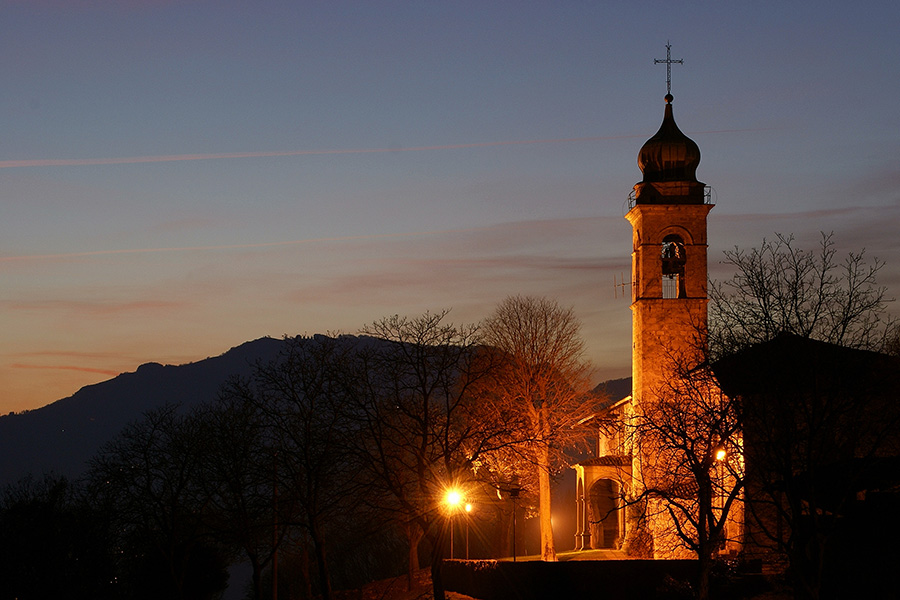
Il santuario della Ss. Trinità

Di notevole importanza è il santuario della Santissima Trinità, posizionato su una terrazza naturale sulle pendici del monte Farno a un'altitudine di 700 m s.l.m. in posizione dominante sul paese e la bassa valle Seriana.
La struttura risale a tre differenti epoche: quella primitiva dovrebbe risalire al termine del XV secolo, seguendo l'indicazione posta sulla parete sud che riporta la data 1491. In origine la chiesa aveva dimensioni ridotte, tanto che la struttura originaria oggi fa parte del portico antistante l'ingresso, che ancora conserva interessanti affreschi. Un successivo ampliamento, eseguito tra il 1575 e il 1596, donò al santuario una struttura a navata unica. L'ultima ristrutturazione rese la chiesa più spaziosa con una pianta a croce latina e uno stile romano-gotico.
All'interno, sull'altare maggiore si trova un polittico di Giovanni Marinoni e suo figlio Antonio, dotato di cornice dorata e composto da sei scomparti disposti su due ordini, mentre presso l'altare dell'Annunciazione si trova la pala Annunciazione della Vergine di Domenico Carpinoni e sull'altare di san Marco con la pala Santissima Trinità con santi di Francesco Zucco. Di grande interesse è il grande affresco collocato sul timpano che conclude l'aula cinquecentesca, su cui è dipinto un dipinto del Giudizio Universale eseguito da Cristoforo Baschenis detto Il Vecchio, da molti considerato come la piccola cappella Sistina bergamasca.
Nel presbiterio, che riprende la larghezza della chiesa primitiva, vi sono numerosi affreschi della bottega dei Baschenis. Sono inoltre presenti numerose reliquie di ben 37 santi, collocati in quattro reliquiari in bronzo: i principali sono il braccio di san Fabiano e il corpo di santa Vittoria, donate da padre agostino Maria Bonandrini che le ricevette a sua volta da Papa Gregorio XIII. Interessante infine sono le statue dei Re Magi, che hanno dato origine alla tradizione casnighese dei doni portati all'Epifania.

### Santuario della Madonna d'Erbia

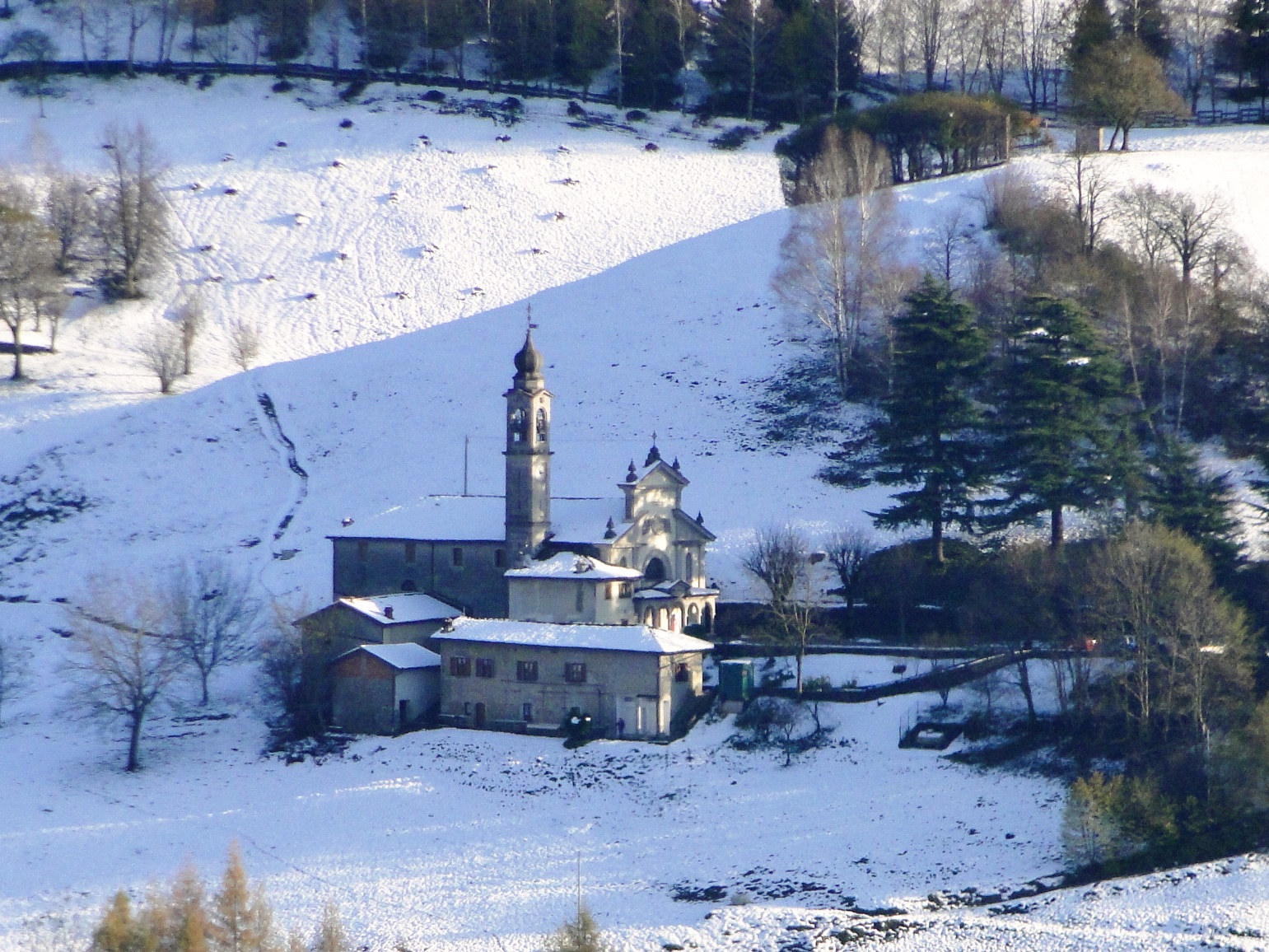
Vista invernale del Santuario della Madonna d'Erbia

A monte del paese, presso l'omonima località posta frontalmente al borgo di Bondo a un'altitudine di 783 m s.l.m., si trova il santuario della Madonna d'Erbia, nato secondo la tradizione in seguito a due episodi ritenuti miracolosi. Il primo accadde il 5 agosto 1550: in un'edicola votiva si trovava un'immagine della Madonna considerata miracolosa ma i devoti, per venerarla, calpestavano le colture di un contadino che, esasperato, nella notte del 4 agosto con una zappa raschiò il dipinto. La mattina seguente l'immagine era ritornata intatta, facendo gridare al miracolo anche il contadino.
All'inizio del XIX secolo attorno all'edicola venne edificata una cappella. Il 6 agosto 1839 un bambino di quattro anni, Luigino Rossi, fu sorpreso da un temporale e si rifugiò nella cappella, dove vide la Madonna col Bambino che lo rincuorò, lo sfamò con un pane e gli aprì l'attiguo fienile, chiuso a chiave, dove il fanciullo poté ripararsi e dormire e dove il padre lo ritrovò il mattino seguente.
La chiesa venne ampliata nel 1881 in seguito al voto fatto dagli abitanti durante l'epidemia di colera del 1867, donandole l'aspetto attuale. La struttura, a tre navate, presenta una facciata sulla quale sono poste le statue dei santi Pietro e Paolo, opera di Giuseppe Siccardi. All'interno si trovano la tela Natività di Gesù con pastori di Lattanzio Querena e l'affresco nel presbiterio raffigurante l'Apparizione di Ponziano Loverini, anche se ciò che caratterizza la chiesa sono gli innumerevoli ex-voto presenti. 

### Altri edifici
Mantenendosi in ambito religioso, degna di nota è anche la piccola chiesetta dedicata alla Madonna Addolorata e meglio conosciuta come La Barbada. Posta al limite dell'abitato, risale al XVI secolo quando tale Barbata de Colzatis, esponente di una delle famiglie più importanti del paese, la fece costruire come oratorio campestre. Ampliata tra il XVIII e il XIX secolo, venne prima acquisita dal comune, che nel 1865 la cedette alla Parrocchia. Dalle forme semplici, custodisce al proprio interno una Pietà di Vittorio Manini.

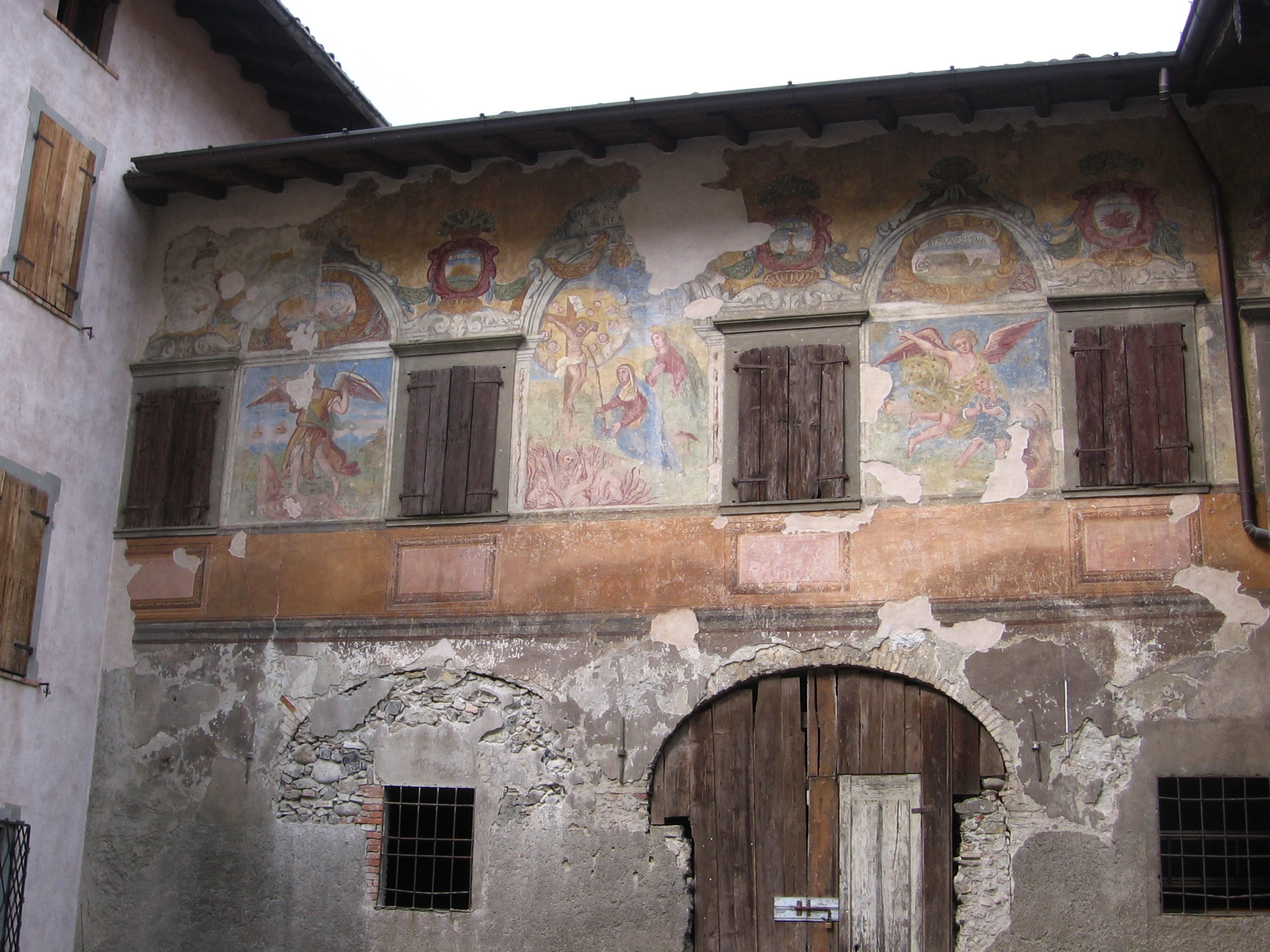
La casa del Suffragio

A nord dell'abitato si trova invece il centro etno-culturale comunale, collocato nell'ex chiesa di santo Spirito. La struttura primitiva venne costruita nella prima parte del XVI secolo e fu la sede della confraternita dei Disciplini Bianchi. Ampliata verso la metà del seicento e ristrutturata in modo significativo verso la fine del secolo successivo, cadde in stato di abbandono in seguito alla soppressione dell'ordine che vi albergava, avvenuta nel 1921. Nel 1989 venne ceduta al comune che la sottopose a interventi conservativi sia all'interno sia all'esterno.
In ambito civile, ciò che invece caratterizza in modo importante il centro dell'abitato è la cosiddetta Piazza Vecchia, attualmente denominata piazza San Giovanni Battista. Presso di essa si trovano numerosi edifici storici, tra cui la chiesa parrocchiale, la casa degli arcipreti, il Fontanone e il vecchio palazzo municipale, a fianco del quale si trova un'altra piazzetta denominata Ol Caneasc (da canova, bottega per la vendita del vino).
Il vecchio palazzo municipale sorge sulle fondazioni di quello che per oltre sette secoli fu il municipio del paese, eretto nel XIII secolo. Riedificato con una torre merlata nel 1913 mantenendo della vecchia struttura solo alcuni tratti della muratura perimetrale, venne prima adibito a sede di uffici comunali, poi a biblioteca. Il Fontanone, che domina dal centro della piazza, venne costruito nel 1911 in occasione della costruzione del primo acquedotto comunale, diventando luogo di ritrovo e incontro per la popolazione.
Rimanendo nel centro storico, in quello che è il sagrato della chiesa parrocchiale, si trova la casa del suffragio, costruita nel XIV secolo. Inizialmente utilizzata come portico per il cimitero, venne prima impiegata come sede per la confraternita del suffragio e poi come chiesa. Attualmente sconsacrata, presenta una facciata esterna con affreschi settecenteschi raffiguranti san Michele Arcangelo, Maria sotto la croce, l'Angelo custode e Gesù Crocifisso coi Disciplini.
Poco distante si trova casa Bonandrini, edificio risalente al XVI secolo e appartenuto a una delle famiglie più in vista del paese. Oggi sede del circolo Fratellanza, una società di mutuo soccorso, è dotata di un teatro liberty decorato risalente al primo ventennio del novecento e ristrutturato nel 2005.

## Percorsi naturalistici

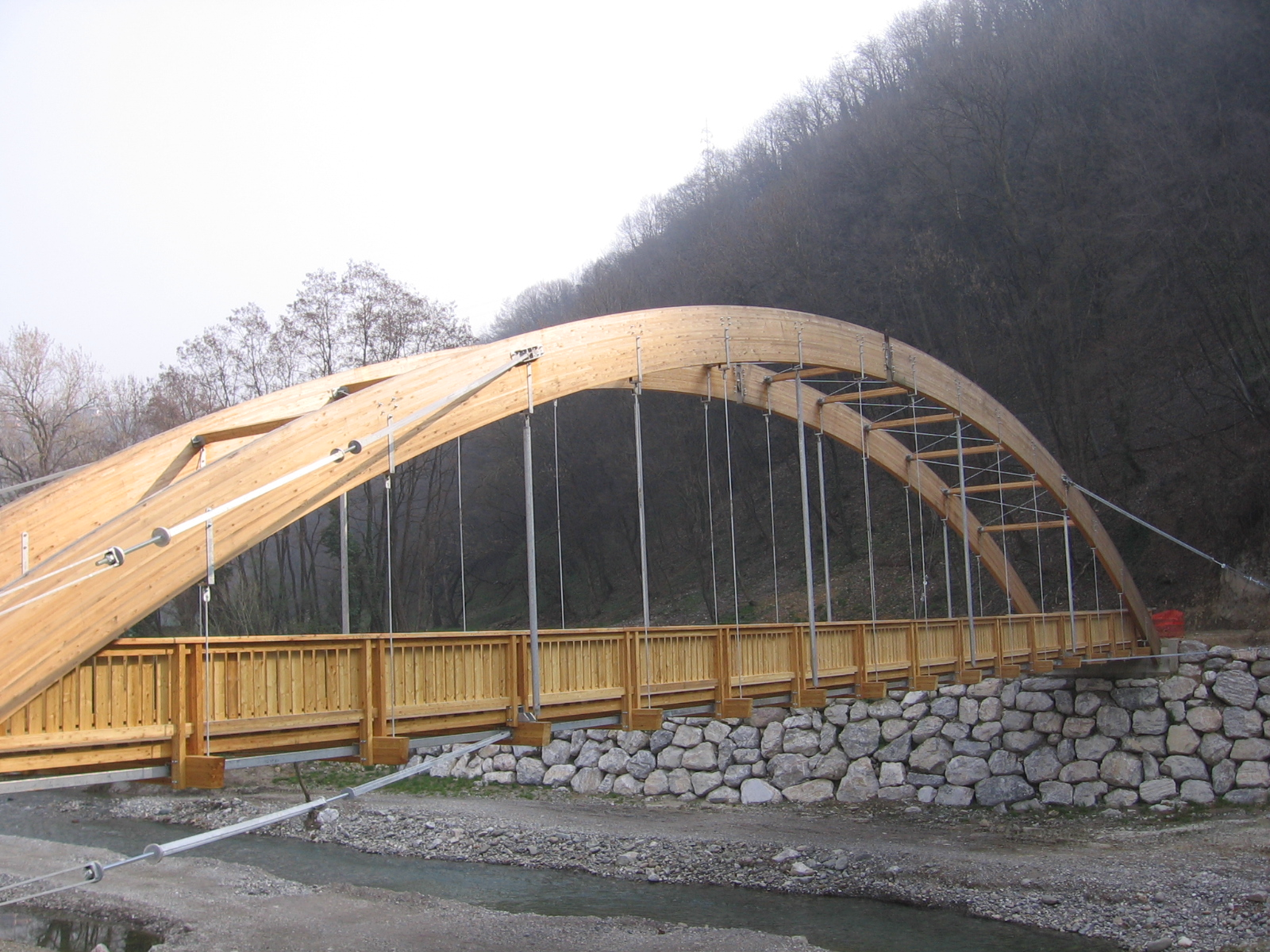
Il ponte sulla pista ciclabile, al confine con Vertova

Numerose sono le possibilità che il territorio offre a chi volesse passare un po' di tempo nella natura. Su tutti vi sono i sentieri che, contrassegnati da segnavia del CAI, salgono sulle propaggini circostanti che svettano sull'abitato.
Tra questi vi sono le tracce numero 542 e 543, che si sviluppano mediante un primo tratto in comune che si dirama dalla località Cornello e sale raggiungendo il santuario della Ss. Trinità fino al roccolo di Giundìt dove è posto il bivio. Il 542 svolta portandosi sulla destra orografica della piccola valle delle Sponde e, tra baite e boschi, raggiunge il pizzo di Casnigo e quindi la chiesetta presso il monte Farno, da cui è possibile riallacciarsi a numerosi altri itinerari. Il 543 invece punta sull'altro versante della valle delle Sponde e raggiunge il santuario della Madonna d'Erbia, dal quale si sale toccando prima cascine rustiche, e poi prati e boschi, fino alla località Lago da cui in breve si arriva alla chiesa del Farno, ricollegandosi alla traccia precedente.
Altro interessante sentiero è quello numerato con il 517 che si sviluppa nella parte meridionale del territorio comunale. Questo prende vita dalla tribulina posta presso il ponte medievale sul Serio, al confine con Fiorano, e sale inoltrandosi nella suggestiva valle Asinina, da cui poi è possibile raggiungere in breve la località San Rocco, che domina la valle Rossa e l'abitato di Leffe.
Per quanto riguarda il tempo libero, è d'obbligo citare la Ciclovia della Valle Seriana che transita nella zona alluvionale a ridosso del fiume Serio. Questa permette passeggiate e pedalate nella natura, lontano da traffico e inquinamento, permettendo la riscoperta e la valorizzazione di spazi un tempo abbandonati nell'incuria. Dal 2013 è stata aperta una diramazione di questo itinerario principale che, in località Baia del Re, segue il corso del torrente Romna e, mantenendosi sempre all'interno dei confini casnighesi, solca la zona denominata Romnei e termina presso le piscine poste nei pressi del confine con Leffe.

## Tradizioni e folclore

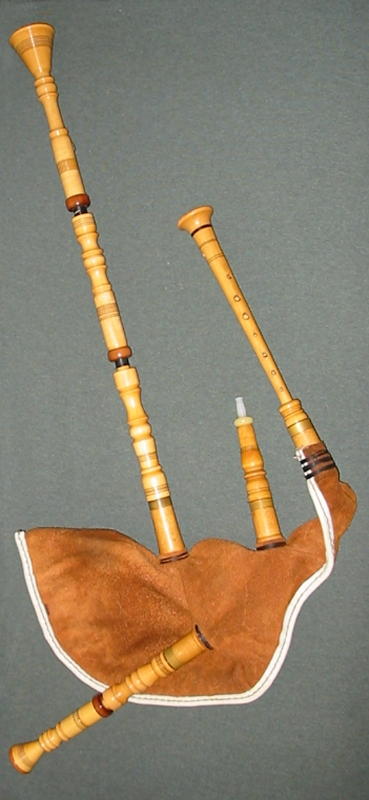
Il baghèt

- Il paese è conosciuto per essere stato la principale località in cui il baghèt, particolare tipo di cornamusa bergamasca, ha avuto origine. A tal riguardo nel 2009, con delibera del consiglio comunale, Casnigo è ufficialmente diventato il Paese del baghèt – antica cornamusa bergamasca. Per favorire iniziative legate alla conoscenza e diffusione di questo strumento, nel 2004 in paese è sorta l'associazione Il baghèt, con sede presso il circolo della fratellanza, che si prefigge di organizzare numerose iniziative tra cui incontri, rassegne, mostre, raduni e concerti.
- Epifania di N.S.G.C: al santuario della Trinità (dove si custodiscono cinque statue del XV secolo raffiguranti l'Adorazione dei Magi) la sera del 5 gennaio viene celebrata presso Santuario della Santissima Trinità una Messa Cantata con tre persone che, scelte tra i giovani del paese e camuffate da Magi, scendono fino in paese accompagnati dai "baghetèr"[13] e dai pastori con i loro animali. Raggiunto il paese viene rievocato l'incontro dei Magi con Re Erode, presso la ex chiesa di Santo Spirito, ora sconsacrata. Qui distribuiscono caramelle ai bambini e fanno visita agli anziani dell'Ospedale San Giuseppe. Continuano quindi il loro viaggio fino alla chiesa parrocchiale, portando doni al Bambino Gesù, rappresentato con un presepio vivente, con animali, mestieri tradizionali e piatti tipici. L'incontro dei Re Magi con la Sacra famiglia viene ripetuto la mattina del 6 gennaio nel santuario della S.S. Trinità. In quell'occasione i bambini possono portare dei vecchi giocattoli o doni per i bambini meno fortunati, ricevendo in cambio dai Magi un'arancia.
- Sacro Triduo dei Defunti: la quarta domenica di Quaresima, nella Chiesa Arcipresbiterale Plebana si svolgono tre giorni di preghiera a suffragio dei defunti. In quest'occasione vengono esposti la raggiera ottocentesca e tutte le suppellettili più ricche. Nei tre giorni si svolge l'esposizione del Santissimo Sacramento, con l'adorazione continua e il Coro Parrocchiale che si esibisce nel tradizionale canto del Miserere, che conclude le tre giornate di preghiera.
- Processione del Cristo Morto: il Venerdì Santo si snoda dal Cimitero la tradizionale processione con il Cristo Morto, opera novecentesca di autore ignoto, con la celebrazione delle varie stazioni della Via Crucis in zone diverse del Paese, connesse ai vari ambiti della vita civile e religiosa. All'arrivo nella chiesa parrocchiale si svolge il canto della passione, seguito dalla benedizione e dal bacio della reliquia della Santa Croce.
- Festa della Trinità: la domenica dopo Pentecoste si svolge la festa patronale della Chiesa della SS. Trinità. In quest'occasione, oltre alle funzioni religiose, tra cui la Messa Solenne mattutina e i Vespri con la Processione e la Benedizione della campagna con la Reliquia di San Fabiano, si svolgono anche numerose celebrazioni laiche, tra cui la distribuzione del tipico dolce casnighese: la Chèsciola con il latte appena munto addolcito del tipico miele di castagno. A questo si aggiungono la presenza di bancarelle con dolciumi e prodotti tipici e le visite guidate al Santuario.
- Solennità del Corpus Domini: la domenica successiva alla SS. Trinità, Solennità del Corpus Domini, vengono celebrate numerose funzioni, la più suggestiva delle quali è la processione "au flambeaux", dove vengono utilizzati gli arredi migliori della Parrocchia: uno stendardo processionale del XVIII secolo, il pesante baldacchino in filo d'oro, le lanterne processionali barocche e un parato in sallia d'oro, composto da tre piviali, che i celebranti utilizzano esclusivamente in questa occasione.

### Patroni
Casnigo ha due Santi Patroni:
- San Sebastiano: è il Patrono Civico di Casnigo e, dal 2008, lo è anche dell'Amministrazione Comunale. Viene festeggiato ogni anno la domenica più vicina alla sua data liturgica che prevede, oltre alla Messa Solenne alla presenza delle autorità cittadine, anche un'affollata benedizione degli autoveicoli e i loro conducenti, officiata dall'Arciprete Plebano dopo la fine dei Secondi Vespri della Festività.
- San Giovanni Battista: è il Titolare della Chiesa Arcipresbiterale Plebana e Patrono della Parrocchia, che si affida a lui (prima con San Giorgio e poi con San Sebastiano) sin dalla sua fondazione nell'XI secolo. Viene festeggiato la domenica più vicina alla data liturgica della sua Natività, con una Messa Solenne, presieduta ogni anno da un Vescovo o da un Prelato Minore, alle dieci del mattino e con la Processione che, portando la statua quattrocentesca del Santo si snoda per le vie del Paese dopo la fine dei Secondi Vespri Solenni. Nell'occasione, di preciso il sabato antecedente la Festa Esterna, a Casnigo si svolge la "fiera patronale" con bancarelle, luminarie, mostre e altre manifestazioni, che si concentrano nel centro storico.

## Geografia antropica
Frazioni : Serio.
Località : Baia del Re, Castello, Colle Bondo, Erbia, Mele, Ronco Trinità.

## Società

### Evoluzione demografica
Abitanti censiti

### Dialetto casnighese
L'area di Casnigo è da sempre nota per la tipica parlata che presenta caratteri peculiari che la rendono linguisticamente interessante.
La spiccata differenziazione del dialetto casnighese è avvenuta probabilmente a causa della posizione isolata dell'abitato rispetto alle vie di comunicazione principali e della gestione comunitaria della campagna circostante che permetteva da un lato l'autosufficienza alimentare, e dall'altro la creazione di un forte senso di identità che, nonostante le profonde trasformazioni sociali dell'ultimo secolo, permane tuttora.
Tipici esempi di peculiarità della parlata locale sono riscontrabili in molte parole derivate dal latino. È difatti presente il nesso pl, scomparso invece nell'italiano e nel dialetto della città di Bergamo: un esempio, in Casnigo il termine italiano piove (dal latino pluvit) è reso come plöf, a differenza del corrispondente cittadino piöf.
Un carattere di tipo fonetico che rende questa parlata difficilmente comprensibile a un non casnighese, è la sostituzione del fono 'i' non accentato con 'e' chiusa in fine di parola, compreso l'articolo determinativo plurale 'i', che in casnighese è reso con 'e' chiusa o aperta a seconda dei casi. Un esempio di quanto detto è fornito dal maschile plurale di fradèl (fratello), che nella forma casnighese appare come fradèe. La regola è valida anche nel pronome interrogativo: il chi della città è traslato in ce a Casnigo. La preposizione semplice in diviene én, e il pronome secondario della terza persona plurale da i passa a é: quindi un cittadino dirà lur i parla (essi parlano), mentre un casnighese dirà lu é bàia.
La forma del genitivo, storicamente condivisa con le località limitrofe della Val Gandino, si esprime con la caduta della occlusiva dentale d e il raddoppiamento della prima consonante della parola. Ad esempio, il cittadino l'ort de Gioanì (l'orto di Giovanni) in casnighese suona l'ort eggioanì.
Il casnighese è noto anche per modi di dire particolari. L'esempio più lampante è fornito dalla formula per esprimere il concetto italiano di chi sei figlio?, che viene reso letteralmente come sei il figlio di chi?. Il raddoppiamento e l'elisione dell'occlusiva compare tra de e ce, quindi la formula suona come set ol pöt eccè?.

### Etnie e minoranze straniere
Gli stranieri residenti nel comune sono 130, ovvero una percentuale di poco inferiore al 4% della popolazione, valore tra i più bassi della zona. Di seguito sono riportati i gruppi più consistenti:
1. Marocco, 28
2. Senegal, 27
3. Romania, 21
4. Macedonia del Nord, 7
5. Egitto, 7
6. Bolivia, 5
7. Albania, 4
8. Moldavia, 4
9. Costa d'Avorio, 4
10. Repubblica Dominicana, 4

## Amministrazione
| Periodo           | Periodo          | Primo cittadino                | Partito                     | Carica                  | Note |
| ----------------- | ---------------- | ------------------------------ | --------------------------- | ----------------------- | ---- |
| 1860              | 1862             | Paolo Perani                   |                             | Sindaco                 |      |
|                   |                  | ...                            |                             | Sindaco                 |      |
| 31 dicembre 1904  | 29 luglio 1905   | Paolo Bonandrini               |                             | Sindaco                 |      |
| 29 luglio 1905    | 1910             | Paolo Bonandrini               |                             | Sindaco                 |      |
|                   |                  | ...                            |                             | Sindaco                 |      |
| 9 agosto 1914     | 7 novembre 1920  | Paolo Bonandrini               | lista civica                | Sindaco                 |      |
|                   |                  | ...                            |                             | Sindaco                 |      |
| 14 settembre 1994 | 21 novembre 1994 | Sebastiano Di Marco Pizzongolo |                             | Commissario prefettizio |      |
| 22 novembre 1994  | 29 novembre 1998 | Giuseppe Imberti               | lista civica                | Sindaco                 |      |
| 29 novembre 1998  | 27 maggio 2003   | Luca Ruggeri                   | lista civica                | Sindaco                 |      |
| 27 maggio 2003    | 14 aprile 2008   | Luca Ruggeri                   | lista civica                | Sindaco                 |      |
| 15 aprile 2008    | 26 maggio 2013   | Giuseppe Imberti               | lista civica Nuova proposta | Sindaco                 |      |
| 27 maggio 2013    | 10 giugno 2018   | Giacomo Aiazzi                 | lista civica Nuova proposta | Sindaco                 |      |
| 11 giugno 2018    | in carica        | Enzo Poli                      | lista civica Impegno Civico | Sindaco                 |      |